# Châteauneuf-Val-de-Bargis

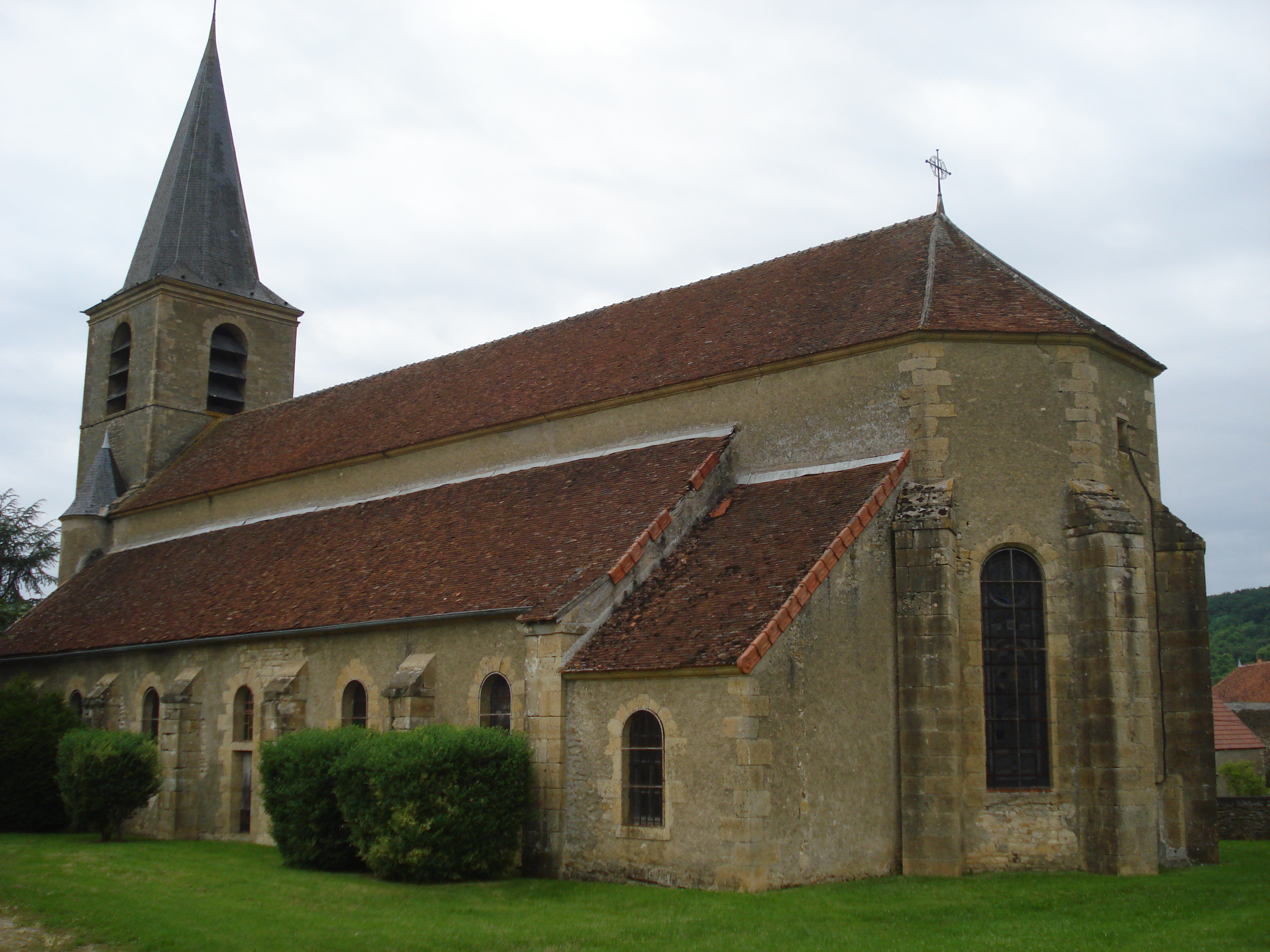
Châteauneuf-Val-de-Bargis, de kerk

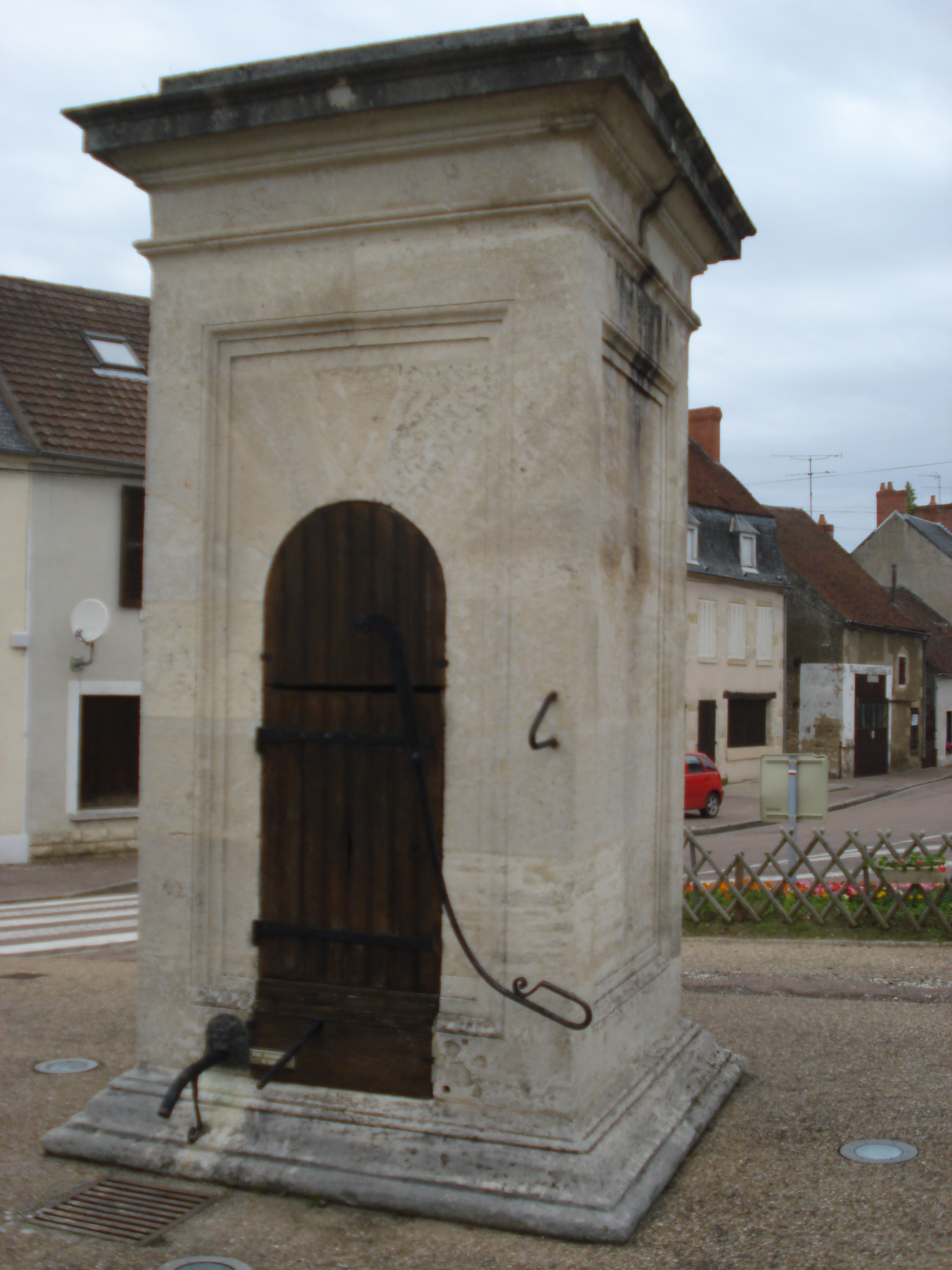
Châteauneuf-Val-de-Bargis, dorpspomp

Châteauneuf-Val-de-Bargis is een gemeente in het Franse departement Nièvre (regio Bourgogne-Franche-Comté) en telt 587 inwoners (2009). De plaats maakt deel uit van het arrondissement Cosne-Cours-sur-Loire.

## Geografie
De oppervlakte van Châteauneuf-Val-de-Bargis bedraagt 47,1 km², de bevolkingsdichtheid is 12,3 inwoners per km².
De onderstaande kaart toont de ligging van Châteauneuf-Val-de-Bargis met de belangrijkste infrastructuur en aangrenzende gemeenten.

## Demografie
Onderstaande figuur toont het verloop van het inwonertal (bron: INSEE-tellingen).

## Geschiedenis
De plaats staat met de naam "Bargiacus" voor het eerst vermeld in 578 in een reglement uitgevaardigd door Sint Aunaire, bisschop van Auxerre. In de winter van 886-887 werd het gebied door de Noormannen geplunderd.
De plaats wordt vervolgens in archiefteksten aangeduid met "Vico", "Vi" of "Le Vif" zowel als met "Castrum Novum": het betrof hier twee parochies, de ene met een parochiekerk en de andere met een kasteelkapel. Samen vormden ze de heerlijkheid Val de Bargis. Voor het eerst in 1210 treft men in geschriften de naam Castelneuf-en-la-Vau-de-Bargis aan, terwijl de naam Vifs-lès-Château nog in 1547 voorkomt. De twee parochies werden pas in de 17e eeuw samengevoegd.
De heerlijkheid Châteauneuf behoorde aan de Graven van Nevers en werd in 1552 bij koninklijk decreet verenigd met de Nivernais. Van de 11e eeuw tot de revolutie vielen er 40 tot 55 lenen onder deze heerlijkheid.
In 1210 nam de stad de naam Castelneuf-en-la-Vau-de-Bargis aan. Tijdens de Franse Revolutie heette de gemeente Val-Bargis.
In 1558 kreeg de stad te lijden van de godsdienstoorlog, de bewoners vluchtten en de kerk Saint-Etienne werd door de protestanten in brand gestoken.
De plaats had in de 16e-17e eeuw meermalen te lijden van extreem strenge winters en van 1627 tot 1638 heerste er de pest.
Op het plein tegenover het gemeentehuis staat nog een oude dorpspomp. De huidige kerk Saint-Etienne stamt uit de 19e eeuw.
Châteauneuf-Val-de-Bargis ligt op de pelgrimsroute van Vézelay naar Santiago de Compostella.